# Épidémie à norovirus
Pour un article plus général, voir Norovirus.
Cet article traite des épidémies à norovirus qui est la cause la plus courante de gastro-entérite et de diarrhée dans les pays développés. Il infecte toutes les tranches d’âges. Le terme "norovirus" est une appellation récente pour un groupe de virus connus auparavant sous les noms de virus norwalk, norwalk-like, ou calicivirus.
Les huîtres ont été identifiées comme réservoir secondaire important pour une majorité (80 %) des génotypes de ce virus. Les épidémies à norovirus émergent d'ailleurs fréquemment des régions côtières et touchent les concentrations humaines en milieu semi-clos, comme les centres hospitaliers, les maisons de soins infirmiers, les camps ou bases militaires, les bateaux de croisière, etc.

## Facteurs influençant l'épidémie
Les épidémies à norovirus surviennent tout au long de l'année avec un pic durant la saison hivernale. Elles affectent seulement l'homme, mais la présence du virus est signalé chez l'animal.
Le virus peut se maintenir dans un large intervalle de température, de 0 à 60 °C, et persister dans le milieu extérieur (sur les surfaces, dans l'eau potable et le milieu aquatique, aliments souillés consommés crus ou peu cuits).
De plus, le norovirus présente une grande diversité génétique avec absence de protection croisée, l'immunité contre une souche de norovirus ne protège pas des autres. Il n'existe pas d'immunité à long terme, un même individu peut subir des infections répétées tout au long de sa vie. Enfin, le norovirus mute facilement par cassure antigénique et recombinaison, avec apparition de nouvelles souches tous les 2 ou 3 ans. Si une nouvelle variante de norovirus est découverte au printemps, il est possible de prévoir sa dominance pour l’hiver suivant.
Il est aussi très infectieux, avec une faible dose infectieuse : quelques dizaines à quelques centaines de particules virales suffisent à déclencher une infection.  La conjonction de ces facteurs explique que ces épidémies soient très répandues, avec quelque 23 millions d’infections par année à travers le monde entier.
Des tests faits sur une période de 49 jours ont montré qu'une augmentation de la température de 1 °C fait diminuer de 15 % le nombre de norovirus infectieux. La même étude suggère que, en Angleterre, les variations pluviométriques ne sont pas associées avec une variation de l'incidence des infections à norovirus, à grande échelle.  
D'autres auteurs considèrent que les méthodes habituelles de traitement des eaux usées n'ont qu'une efficacité partielle sur les norovirus. À l'échelle locale, des pluies abondantes diminuent le temps de séjour des eaux usées dans les stations, permettant une plus grande libération de particules virales dans les eaux traitées, ce qui affecte les élevages d’huîtres et de moules des régions d'estuaire. En Europe, le pic hivernal de ces épidémies serait lié à la plus grande consommation de coquillages en cette saison.

## Transmission
La transmission est directe, entre une personne saine et personne infectée, principalement par voie fécale-orale (mains sales), ou indirecte via des surfaces contaminées par le virus. Les échanges d’ustensiles, le partage de nourriture ainsi que le contact étroit avec des enfants en sont quelques exemples. Les aérosols qui peuvent être produits lors des vomissements peuvent aussi être source de contamination.
Moins fréquemment, certaines infections se transmettent par le biais des aliments crus ou insuffisamment cuits.  La contamination étant à la source des aliments (coquillages tels que des huîtres, retenant les virus en filtrant des eaux souillées ; fruits et légumes frais souillés…) ou lors de la préparation (défaut d'hygiène du personnel de cuisine).
Le commerce international facilite des épidémies mondiales. Par exemple, une épidémie de gastro-entérites à norovirus à travers l'Europe et le Canada, a pu être reliée à une consommation de framboises contaminées.

## Symptômes et traitement
Le temps d’incubation du Norovirus se trouve aux alentours de 6 à 48 heures. Les symptômes peuvent durer par contre de 12 à 60 heures. Les principaux symptômes sont les vomissements, la diarrhée, les crampes abdominales et les nausées. D’autres symptômes qui sont moins spécifiques à la maladie, mais pouvant tout de même être présents sont la fièvre, les maux de têtes et une fatigue générale. Il est à noter aussi que les enfants souffrent plus de vomissement que les adultes, et par conséquent, les adultes souffrent généralement plus de diarrhée. Les effets sont toutefois plus sévères chez les personnes dont le système immunitaire est plus faible comme les enfants, les personnes âgées et les immunodéprimés. Ces personnes sont donc plus à risque de souffrir de déshydratation pouvant les mener à des hospitalisations.
Pour l’instant, il n’existe pas de traitement pour guérir cette infection. Seuls le repos et l’hydratation sont de mise. Une personne en bonne santé ne nécessitera pas non plus une intervention de la part d’un médecin. Toutefois, certains décès peuvent se produire à la suite de complications surtout chez les personnes âgées.

## Résistance chez l’humain
Des études ont révélé que la majorité des déclarations d’infections à Norovirus est souvent due à Norovirus GII.4, ce qui signifie qu’il est du génogroupe II et du génotype 4. De plus, une forme de résistance chez l’humain a aussi été découverte. Des études en laboratoire ont permis de démontrer que les personnes qui n’avaient pas le gène codant l’alpha- 1,2- fucosyltransférase (FUT2) sont moins susceptibles de contracter le virus. La FUT2 est une enzyme qui joue un rôle important dans l’expression d'antigènes de la famille des groupes sanguins tissulaires, spécifiquement l'antigène Lewis b. Il a été démontré que le Norovirus utilise ces antigènes qui se retrouvent à la surface des cellules de l’appareil digestif dans le but de pouvoir causer une infection. Or, des études ont révélé qu’une personne n’exprimant pas le gène codant FUT2 n’exprimait pas à la surface des cellules l’antigène nécessaire à la fixation du virus sur celles-ci. Par conséquent, ces personnes ont donc une forme de résistance à ce virus que les autres personnes de la population n’ont pas. Elles sont donc moins propices aux infections,.

## Prévention
Les mesures pour prévenir la propagation du virus lors d’une épidémie passent avant tout par des mesures d’hygiènes tels que le lavage des mains, le nettoyage des surfaces ainsi que l’utilisation adéquate des serviettes utilisées pour soigner les personnes atteintes de l'infection. Ce sont des mesures qui doivent être prises en ligne de compte car elles sont réellement efficaces pour diminuer la transmission du virus. Une expérience a été effectuée dans divers camps pour enfants où l’épidémie à Norovirus était présente. L’instauration des mesures d’hygiènes à la suite de ces épidémies a démontré qu’il est possible de diminuer la propagation du virus de 85 %. Toutefois, on constate que ces mesures ne sont pas efficace à 100 % pour réduire la transmission. Ces statistiques viennent donc tout simplement démontrer que ce virus a bel et bien un haut potentiel épidémique. Il faut donc, en plus d’instaurer ces mesures, être plus rigoureux dans les interventions faites sur les personnes infectées parce que la contraction du virus peut se faire facilement via les selles et les vomissements. Il est donc préférable, lorsque cela est possible, de tout simplement éviter les contacts avec ces personnes.
Si une détection d’une nouvelle variante de Norovirus est découverte au printemps, il peut nous être possible de déterminer la dominance de ce virus à l’approche de l’hiver suivant.
Un vaccin en cours de développement est en phase IIb d'essai clinique,. 